# VV UNA
VV UNA, voluit Voetbalvereniging Uitspanning Na Arbeid, is een Nederlandse amateurvoetbalclub uit het voormalige dorp Zeelst in Veldhoven, Noord-Brabant. Thuisbasis van de club is Sportpark Zeelst aan de Sportlaan.

## Geschiedenis
De vereniging is opgericht op 7 november 1929, de feestdag van de patroonheilige van de parochie: Sint Willibrordus. De vereniging zou aanvankelijk ONA heten maar op last van de kerk werd de naam veranderd in UNA, wat "eensgezind" betekent. Het bestuur besloot akkoord te gaan met de naamwijziging maar wel met de aantekening dat UNA een afkorting is voor "Uitspanning Na Arbeid".

### Hoofdklasse
Het eerste elftal speelde vanaf het seizoen 2000/01 in de Hoofdklasse. Die promotie werd bereikt door in een beslissingswedstrijd op het veld van WSC in Waalwijk VV Papendrecht met 2-1 te verslaan. De Hoofdklasse was tot en met het seizoen 2009/10 de hoogste amateurklasse. Vanaf dat seizoen is het de op een na hoogste klasse.

### Topklasse
UNA kon zich niet plaatsen voor het eerste seizoen van de nieuwgevormde Topklasse. Het jaar erna lukte dat wel door in de Hoofdklasse B Zondag kampioen te worden. Het jojode daarna enkele seizoenen op en neer tussen de Topklasse en de Hoofdklasse.

### Tweede Divisie
Wat wel lukte, was plaatsing voor de nieuwe Tweede divisie die vanaf 2016/17 de intrede deed. Na een jaar degradeerde UNA.

### Districtsbeker
UNA wist beslag te leggen op de districtsbeker Zuid I in 2003, 2007 en in 2011.

## KNVB Beker
Vanaf 2002 heeft UNA drie keer achter elkaar in de Amstel Cup gespeeld, het tegenwoordige KNVB bekertoernooi. In 2002 plaatste UNA zich dankzij een zevende plaats in de competitie voor de voorronde van de Amstel Cup. Na een 0-1 nederlaag tegen Helmond Sport, een 2-0-overwinning op Geldrop en een verrassende 1–0 overwinning op FC Den Bosch bereikte UNA de eerste ronde. Op 6 november 2002 werd in het Eindhovense Jan Louwers Stadion voor 1500 toeschouwers met 0–2 eervol verloren van RKC Waalwijk, de club die op dat moment koploper was in de eredivisie. Een ander sportief hoogtepunt van dit team is het bereiken van de derde ronde van het KNVB bekertoernooi in het seizoen 2007/2008.
Hierbij werd UNA met 2-0 uitgeschakeld door SV Deurne.
In het KNVB bekerseizoen 2008/2009 werd UNA al in de eerste ronde uitgeschakeld na een 0-2 nederlaag tegen Kozakken Boys.
Dit schema laat de resultaten zien van UNA tegen profclubs in de KNVB Beker.
| Seizoen | Ronde    | Wedstrijd             | Uitslag |
| ------- | -------- | --------------------- | ------- |
| 2002/03 | Groep 10 | UNA - Helmond Sport   | 0-1     |
| 2002/03 | Groep 10 | FC Den Bosch - UNA    | 0-1     |
| 2002/03 | 2e ronde | UNA - RKC Waalwijk    | 0-2     |
| 2003/04 | 1e ronde | UNA - MVV Maastricht  | 0-5     |
| 2004/05 | 1e ronde | UNA - FC Den Bosch    | 0-9     |
| 2011/12 | 2e ronde | UNA - FC Volendam     | 1-3     |
| 2016/17 | 2e ronde | Heracles Almelo - UNA | 5-0     |

## Erelijst
| Kampioenschappen          |    |                  |
| Hoofdklasse zondag        | 2× | 2011, 2013       |
| 1e klasse zondag          | 2× | 1965, 1976       |
| 2e klasse zondag          | 1× | 1974             |
| 3e klasse zondag          | 3× | 1963, 1990, 1993 |
| 4e klasse zondag          | 2× | 1948, 1953       |
| Promotie via nacompetitie |    |                  |
| Promotie Hoofdklasse      | 2× | 1981, 2000       |
| Promotie 1e klasse        | 2× | 1964, 1999       |

## Competitieresultaten 1942–heden
| 5 4I |

| 8 4H |

| 4 4H |

|  |

| 5 4B |

| 5 4A |

| 1 4A |

| 4 4B |

| 2 4A |

| 3 4B |

| 3 4A |

| 1 4B |

| 10 3A |

| 12 3A |

| 11 3A |

| 11 3A |

| 11 3A |

| 7 3A |

| 11 3A |

| 2 3A |

| 2 3A |

| 1 3A |

| 6 2A |

| 1 1E |

| 5 1E |

| 5 1E |

| 9 1E |

| 12 1E |

| 5 2A |

| 2 2A |

| 3 2A |

| 4 2A |

| 1 2A |

| 5 1E |

| 1 1E |

| 8 C |

| 14 C |

| 5 1E |

| 7 1F |

| 3 1E |

| 13 C |

| 9 1E |

| 11 1E |

| 11 2A |

| 3 3A |

| 3 3A |

| 2 3A |

| 2 3A |

| 1 3A |

| 9 2B |

| 10 2A |

| 1 3A |

| 6 2A |

| 9 2A |

| 5 2A |

| 7 2F |

| 8 2F |

| 3 2F |

| 3 1C |

| 9 B |

| 7 B |

| 8 B |

| 4 B |

| 11 B |

| 7 B |

| 10 B |

| 2 B |

| 4 B |

| 7 B |

| 1 B |

| 13 |

| 1 B |

| 2 |

| 2 |

| 7 |

| 15 |

| 2 |

| 5 |

| -- |

| -- |

| 8 |

| 7 |

| 10 B |

| 7 B |

| Tweede Divisie | Derde divisie Topklasse | Hoofdklasse | Eerste klasse | Tweede klasse | Derde klasse | Vierde klasse |

In elke staaf van de grafiek staat van boven naar beneden vermeld: 
- Eindnotering

Dit is de positie die de club heeft bereikt in de competitie, zonder eventuele beslissings-, play-off- of nacompetitiewedstrijden die nodig zijn geweest om bijvoorbeeld de kampioen van de competitie te bepalen.
Indien een * achter het getal staat is de notering een tussenstand en kan het zijn dat de notering niet overeenkomt met de uiteindelijke eindstand van de competitie.
Staat er een - dan is het seizoen nog bezig en is er geen definitieve uitslag bekend.
Staat er xx op de positie van de notering, dan heeft de club vroegtijdig de competitie verlaten. Dit kan onder andere komen door terugtrekking van het team, faillissement van de club of door een uitgedeelde straf van de KNVB. In veel gevallen staat elders in het artikel de reden vermeld.
Staat er een ? dan is het resultaat uit het verleden onbekend, en is alleen de competitie of het niveau bekend van dat seizoen.
In de seizoenen 2019/20 en 2020/21 werd wegens de coronacrisis het amateurvoetbal afgebroken. Daardoor kennen deze staven geen eindklassering (middels -- weergegeven).
- Competitieniveau en afdelingsletter of Officiële eindstand Eredivisie
  - Competitieniveau en afdelingsletter

Hierbij geeft het getal het niveau weer, dat ook terug te vinden is in de legenda. De letter is de afdelingsaanduiding en wordt gebruikt wanneer er meer afdelingen zijn op hetzelfde niveau. De afdelingsletter is altijd een hoofdletter en wordt meestal zonder nummer gebruikt.
Voorbeeld: 2F is niveau 2e klasse competitie F.
Het competitieniveau en nummer wordt niet vermeld wanneer er slechts één competitie van dit niveau was.
  - Officiële eindstand Eredivisie (getal staat tussen haakjes vermeld)

Sinds de introductie van play-offwedstrijden voor Europees voetbal na afloop van de reguliere competitie in 2005/06, is de KNVB verplicht een eindstand van de Eredivisie door te geven aan de UEFA aan de hand van deze play-offwedstrijden.
Bij deze eindstand staan clubs die zich hebben gekwalificeerd voor Europees voetbal hoger dan clubs die zich niet wisten te kwalificeren. Indien er geen verschil was tussen de eindnotering en de officiële eindstand, staat dit getal niet vermeld.

- Onderafdeling

Hier staat afgekort de naam van de onderafdeling indien de club in dat jaar in een onderafdeling uitkwam. Tevens staat deze afkorting in de legenda en wordt gelinkt naar het artikel over deze onderafdeling. Deze afkorting wordt alleen vermeld wanneer de club in het verleden in verschillende onderafdelingen heeft gespeeld. Deze vermelding is in de staaf altijd in kleine letters. Deze onderafdelingen zijn na het seizoen 1995/96 afgeschaft. Heeft de club in slechts één onderafdeling gespeeld, dan is dit alleen terug te vinden in de legenda.
Onder de staaf staat het jaartal vermeld waarin het seizoen is afgesloten. 15 verwijst naar het seizoen 2014/15 of eventueel het seizoen 1914/15.
Wanneer een staaf leeg is, zijn deze gegevens niet bekend. Het kan ook zijn dat de club dat seizoen niet heeft meegespeeld op het hogere amateurniveau, vroegtijdig de competitie heeft verlaten of uit de competitie is gezet.

In het seizoen 1944/45 was er wegens de Tweede Wereldoorlog geen regulier competitievoetbal.

## Bekende (oud-)spelers
- Aaron Bastiaans
- Rob van Boekel
- Brian Boogers
- Miano van den Bos
- Joey van Casand
- Kenneth Cicilia
- Paul Dijkmans
- Daniëlle van de Donk
- Cas Faber
- Dana Foederer
- Marc Höcher
- Eelco Horsten
- Thomas Horsten
- Torino Hunte
- Guus Joppen
- Serhat Koç
- Jelle van Kruijssen
- Emile van de Meerakker
- Sjors Paridaans
- Juul Respen
- Ousmane Sanou
- Yoeri Sijbers
- Koen van Steensel
- Petar Stošković
- Ruud Swinkels
- Dragan Thijssens
- Kealyn Thomas
- Frank Weijers
- Jesse Wielinga